# Halterofilismo nos Jogos Olímpicos de Verão de 2008 - Até 48 kg feminino
A competição da categoria até 48 kg feminino do halterofilismo nos Jogos Olímpicos de Verão de 2008 foi realizada no dia 9 de agosto de 2008 no Ginásio da Universidade Beihang.
Originalmente a turca Sibel Özkan obteve a medalha de prata na categoria, mas em 22 de julho de 2016 o Comitê Olímpico Internacional desclassificou Özkan por conta do uso da substância dopante estanozolol. Em 12 de janeiro de 2017, a chinesa Chen Xiexia que obteve originalmente a medalha de ouro também foi desclassificada após a reanálise de seu teste antidoping acusar o uso das substâncias proibidas GHRP-2 e GHRP-2 M2 (metabólito).
As medalhas foram realocadas pela Federação Internacional de Halterofilismo.

## Recordes
Antes desta competição, os recordes mundiais e olímpicos da prova eram os seguintes:
| Recorde mundial  | Arranque  | CHN Yang Lian         | 98 kg   | Santo Domingo, Rep. Dominicana      | 1/out/06  |
| Recorde mundial  | Arremesso | CHN Chen Xiexia       | 120 kg  | Tai'an, China                       | 21/abr/07 |
| Recorde mundial  | Total     | CHN Yang Lian         | 217 kg  | Santo Domingo, República Dominicana | 1/out/06  |
| Recorde olímpico | Arranque  | TUR Nurcan Taylan     | 97,5 kg | Atenas, Grécia                      | 14/ago/04 |
| Recorde olímpico | Arremesso | THA Aree Wiratthaworn | 115 kg  | Atenas, Grécia                      | 14/ago/04 |
| Recorde olímpico | Total     | TUR Nurcan Taylan     | 210 kg  | Atenas, Grécia                      | 14/ago/04 |

## Medalhistas
| Ouro   | TPE Chen Wei-ling      |
| Prata  | KOR Im Jyoung-hwa      |
| Bronze | THA Pensiri Laosirikul |

## Resultados
| Pos.              | Nome                       | Grupo | Peso  | Arranque (kg) | Arranque (kg) | Arranque (kg) | Arranque (kg) | Arremesso (kg) | Arremesso (kg) | Arremesso (kg) | Arremesso (kg) | Total (kg) |
| Pos.              | Nome                       | Grupo | Peso  | 1             | 2             | 3             | Res.          | 1              | 2              | 3              | Res.           | Total (kg) |
| ----------------- | -------------------------- | ----- | ----- | ------------- | ------------- | ------------- | ------------- | -------------- | -------------- | -------------- | -------------- | ---------- |
| Medalha de ouro   | TPE Chen Wei-ling          | A     | 47,11 | 84            | 87            | 87            | 84            | 108            | 112            | 115            | 112            | 196        |
| Medalha de prata  | KOR Im Jyoung-hwa          | A     | 47,62 | 83            | 86            | 88            | 86            | 106            | 110            | 113            | 110            | 196        |
| Medalha de bronze | THA Pensiri Laosirikul     | A     | 47,67 | 85            | 85            | 85            | 85            | 110            | 114            | 114            | 110            | 195        |
| 4                 | JPN Hiromi Miyake          | A     | 47,35 | 80            | 82            | 82            | 80            | 105            | 110            | 110            | 105            | 185        |
| 5                 | FRA Mélanie Noël           | A     | 47,91 | 75            | 78            | 80            | 80            | 97             | 100            | 100            | 97             | 177        |
| 6                 | JPN Misaki Oshiro          | A     | 47,62 | 77            | 80            | 80            | 80            | 92             | 96             | 96             | 92             | 172        |
| 7                 | POL Marzena Karpińska      | A     | 47,62 | 79            | 82            | 82            | 79            | 92             | 92             | 97             | 92             | 171        |
| 8                 | CAN Marilou Dozois-Prévost | A     | 47,75 | 73            | 76            | 78            | 76            | 90             | 90             | 96             | 90             | 166        |
| 9                 | NCA Karla Moreno           | A     | 47,07 | 65            | 65            | 71            | 65            | 83             | 83             | 85             | 85             | 150        |
| –                 | THA Pramsiri Bunphithak    | A     | 47,95 | 84            | 84            | 84            | –             | –              | –              | –              | –              | DNF        |
| –                 | ITA Genny Pagliaro         | A     | 47,85 | 82            | 82            | 82            | –             | –              | –              | –              | –              | DNF        |
| DSQ               | CHN Chen Xiexia            | A     | 47,46 | 90            | 93            | 95            | 95            | 113            | 115            | 117            | 117            | 212        |
| DSQ               | TUR Sibel Özkan            | A     | 47,80 | 86            | 88            | 88            | 88            | 108            | 108            | 111            | 111            | 199        |
| DSQ               | TUR Nurcan Taylan          | A     | 47,84 | 84            | 84            | 84            | –             | –              | –              | –              | –              | DNF        |

Legenda
| Recorde mundial      | Recorde mundial (World record)               |                       | Recorde africano                      | Recorde africano (African) |                                           | Q | Classificado por posição (Qualified) |
| Recorde olímpico     | Recorde olímpico (Olympic record)            | Recorde da América    | Recorde da América (Americas)         | q                          | Classificado por melhor tempo (Qualified) |   |                                      |
| Melhor marca do ano  | Melhor marca do ano (World leading)          | Recorde asiático      | Recorde asiático (Asian)              | DNS                        | Não largou (Did not start)                |   |                                      |
| Recorde nacional     | Recorde nacional (National record)           | Recorde europeu       | Recorde europeu (European)            | DNF                        | Não terminou (Did not finish)             |   |                                      |
| Recorde pessoal      | Recorde pessoal do atleta (Personal best)    | Recorde da Oceania    | Recorde da Oceania (Oceania)          | DSQ / DQ                   | Desclassificado (Disqualified)            |   |                                      |
| Recorde da temporada | Recorde da temporada do atleta (Season best) | Recorde sul-americano | Recorde sul-americano (South America) | NM                         | Sem marca (No mark)                       |   |                                      |